# Pruha Antal
Pruha Antal (Budapest, 1897. december 16. – 1973. szeptember 29.) magyar válogatott labdarúgó, aki fedezetként játszott.

## Pályafutása
Pruha Antal és Vágner Mária fia. Hétéves volt, amikor apját elveszítette. 1916. december 30-án lopásért letartóztatták és több hónapot töltött börtönben. 1931. február 28-án Budapesten, Kőbányán kötött házasságot a nála 13 évvel fiatalabb, jászárokszállási születésű Antal Erzsébet háztartásbelivel.

### Klubcsapatban
A Törekvés, majd a miskolci Attila FC labdarúgója volt. Jó fizikumú, megbízható labdarúgó volt, aki védekezésben és a támadások előkészítésében is kivette a részét.

### A válogatottban
1923 és 1928 között három alkalommal szerepelt a magyar labdarúgó-válogatottban.

## Sikerei, díjai
- Magyar bajnokság
  - 2.: 1916–17
  - 3.: 1917–18

## Statisztika

### Mérkőzései a válogatottban
| Magyarország | Magyarország      | Magyarország                    | Magyarország | Magyarország | Magyarország | Magyarország | Magyarország | Magyarország |
| #            | Dátum             | Helyszín                        | Hazai        | Eredmény     | Vendég       | Kiírás       | Gólok        | Esemény      |
| ------------ | ----------------- | ------------------------------- | ------------ | ------------ | ------------ | ------------ | ------------ | ------------ |
| 1.           | 1923. május 6.    | Bécs, Hohe Warte                | Ausztria     | 1 – 0        | Magyarország | barátságos   | -            | 72'          |
| 2.           | 1924. április 6.  | Budapest, Hungária körúti pálya | Magyarország | 7 – 1        | Olaszország  | barátságos   | -            |              |
| 3.           | 1928. március 25. | Róma, Nazionale PNF Stadion     | Olaszország  | 4 – 3        | Magyarország | Európa-kupa  | -            |              |
|              | Összesen          |                                 |              | 3            | mérkőzés     |              | 0            | gól          |